# Poeta Magica
Poeta Magica to niemiecka grupa grająca średniowieczny folk. 

## Dyskografia
- 1995: Vox Salica
- 1994: Minne, Mystik, Meistersang
- 1996: in Taberna… mori
- 1997: Raben, Runen, Raukar
- 1999: Ferox
- 2001: Ragnar
- 2003: Froy
- 2004: Décades (The Best of Poeta Magica)
- 2006: Edda, Vol. 1
- 2008: Drøm
- 2010: Edda II audiobook